# 横井健司
横井 健司（よこい たけし、1967年 - ）は、日本の映画監督。

## 来歴
岐阜県出身。三池崇史をはじめ、数々の監督の助監督を経験する。1998年、武田久美子・真木蔵人主演のオリジナルビデオ『ダブルキャスト』で監督デビュー。2003年、遠藤憲一・鈴木紗理奈主演『SEMI-鳴かない蝉-』が劇場映画監督デビュー。2007年、『観察 永遠に君を見つめて』で第1回田辺・弁慶映画祭映検審査員賞を受賞。

## 監督

### オリジナルビデオ
- 『ダブルキャスト』（1998年）
- 『新・のぞき屋 援助交際(エンコー)のぞきます』（1998年）
- 『新・のぞき屋 盗聴尾行(ストーカー)のぞきます』（1998年）
- 『銀鮫 銀座金融伝説』（1999年）
- 『龍神三兄弟』（1999年）
- 『龍神三兄弟2』（2000年）
- 『なにわ金融事件簿 悪銭喰い』（2000年）
- 『蛇道 実録女詐欺師伝』（2000年）
- 『悲しきヒットマン 蒼き狼』（2000年）
- 『明日を殴れ~無頼リング~』（2000年）兼脚本
- 『極道聖戦ジハード』（2002年）
- 『極道聖戦ジハードⅡ』（2002年）
- 『極道聖戦ジハードⅢ』（2002年）
- 『実録 最後の愚連隊』（2002年）
- 『実録 柳川組外伝 死神 立川康太郎の日本侵攻作戦』（2002年）
- 『隣の怪 壱談｢フレーム｣』（2006年）
- 『太陽が弾ける日 後編』（2008年）兼脚本 ASIN B0013UMG7Q
- 『ドロップ』（2008年）
- 『溝鼠VS毒蟲』（2009年）兼脚本
- 『毒蟲VS溝鼠 完結編』（2009年）兼脚本 ASIN B001PMLR54
- 『人生をうまく跳べない人』（2009年）兼脚本

### 映画
- 『SEMI-鳴かない蝉-』（2003年）
- 『行動隊長伝 血盟』（2003年）
- 『飼育の部屋 終(つい)のすみか』（2003年）
- 『飼育の部屋 連鎖する種』（2004年）
- 『HEAT-灼熱-』（2004年）
- 『ヒッチハイク 溺れる箱船』（2004年）
- 『ドッグファイター ごろつき刑事』（2004年）
- 『イヌゴエ』（2006年）
- 『イヌゴエ 幸せの肉球』（2006年）兼脚本
- 『太陽が弾ける日』（2007年）兼脚本
- 『観察 永遠に君を見つめて』（2007年）兼脚本
- 『人生をうまく跳べない人』（2009年）兼脚本
- 『今日からヒットマン』（2009年）
- 『君へのメロディー』（2010年）兼編集
- 『ごくつま刑事』（2010年）
- 『タクミくんシリーズ2 虹色の硝子』（2009年）兼編集
- 『タクミくんシリーズ3 美貌のディテイル』（2010年）兼編集
- 『タクミくんシリーズ4 pure~ピュア~』（2010年）兼編集
- 『タクミくんシリーズ5 あの、晴れた青空』（2011年）兼編集
- 「かなりあ 人生をうまく跳べない人2」（2012年）
- 『僕たちの高原ホテル』（2013年）兼編集
- 『ハッピーネガティブマリッジ』（2014年3月29日公開）
- 『セブンデイズ MONDAY→THURSDAY』（2015年6月6日）兼編集
- 『セブンデイズ FRIDAY→SUNDAY』（2015年7月4日公開）兼編集
- 『映画 妖怪ウォッチ 空飛ぶクジラとダブル世界の大冒険だニャン!』（2016年）実写パート監督
- 『タクミくんシリーズ 長い長い物語の始まりの朝。』(2023年)兼編集

### テレビドラマ
- 『アイドル×戦士 ミラクルちゅーんず!』（2017年、テレビ東京）
- 『魔法×戦士 マジマジョピュアーズ!』（2018年、テレビ東京）

### 動画
- 『893239 南東京版 渋谷区編「なに、それ…」』（2007年）

## その他

### 映画
- 『オリジナル・ストーリー 心の鏡』（1992、来咲一洋監督） - 監督助手
- 『凶銃ルガーP08』（1994、渡邉武監督） - 助監督
- 『ヤンキー烈風隊』（1995、新村良二監督） - 助監督
- 『Dolphin Through　ドルフィン・スルー 』（1998、伊藤秀裕監督） - 助監督
- 『日本極道史　野望の軍団』（1998、石原興・岩清水昌弘監督） - 助監督
- 『ルーキーズ ゴト師株式会社～THE MOVIE～』（1999、中田信一郎監督） - 助監督
- 『修羅の群れ』（2002、辻裕之監督） - 助監督
- 『13の月』（2006年、池内博之監督） - 脚本
- 『ハンドメイドエンジェル』（2010年、祭文太郎監督） - 監督補